# William Douglas, 2. Earl of March
William Douglas, 2. Earl of March (* um 1696; † 7. März 1731 in Barnton, Midlothian) war ein schottisch-britischer Adliger.

## Leben
Er war der älteste Sohn des William Douglas, 1. Earl of March († 1705), aus dessen 1693 geschlossener Ehe mit Lady Jane Hay († 1729), Tochter des John Hay, 1. Marquess of Tweeddale.
Beim Tod seines Vaters im September 1705 erbte er dessen schottische Adelstitel als 2. Earl of March, 2. Viscount of Peebles und 2. Lord Douglas of Neidpath, Lyne and Munard. Er erhielt dadurch den Anspruch auf einen Sitz im schottischen Parlament, den er bis zu dessen Auflösung durch den Act of Union 1707 innehatte.
Spätestens 1730 hatte er Lady Anne Hamilton (1698–1748), Tochter des John Hamilton, 1. Earl of Ruglen (1665–1744), geheiratet, die 1744 ihren Vater als 2. Countess of Ruglen beerbte. Mit ihr hatte er einen Sohn:
- William Douglas, 4. Duke of Queensberry, 3. Earl of March, 3. Earl of Ruglen, 1. Baron Douglas (1725–1810).

Als er 1731 plötzlich starb, erbte sein Sohn seine Adelstitel.